# Oberzier
Oberzier (Dürener Platt Ovveziê) ist ein Ortsteil von Niederzier im Kreis Düren in Nordrhein-Westfalen und liegt zwischen Niederzier und Ellen. Das Dorf wird in seiner westlichen Hälfte vom Ellebach durchflossen.

## Geschichte
Ab 1794 stand das linke Rheinufer und somit auch Oberzier unter französischer Herrschaft. Zwischen 1798 und 1814 gehörte Oberzier zur Mairie Niederzier im Département de la Roer. In der Bevölkerungsliste des Jahres 1799 werden für Oberzier 334 Einwohner und ein Bestand von 85 Häusern ausgewiesen.
Am 1. Juli 1969 wurde Oberzier nach Niederzier eingemeindet.
Von 1961 bis zur Eingemeindung 1969 lautete die Postleitzahl „5161 Oberzier (über Düren)“, von 1969 bis 1993 „5162 Niederzier“, seitdem „52382 Niederzier“.

### Flugpioniere
Wenigen ist die Geschichte der Gebrüder Bohlen aus Oberzier bekannt. In den Jahren 1912 bis 1914 bauten sie die ersten Flugzeuge nach Lilienthal und Wright im weiten Umkreis und erprobten sie im Köttenicher Feld und auf der Stockheimer Heide. Paul Bohlen verzog später nach Marburg und sein Bruder Otto nach Frankfurt am Main.

## Sehenswürdigkeiten
Neben dem Heimatmuseum Haus Horn gibt es in Oberzier weitere Denkmäler.

## Bürgewald
Oberzier gehört zu den so genannten Bürgewaldgemeinden, die Rechte am Bürgewald besaßen. Dies ist der Legende nach dem heiligen Arnold von Arnoldsweiler zu verdanken, durch den legendären "Ritt um den Bürgewald". Hauptort der Bürgewaldgemeinden ist Arnoldsweiler. Dorthin mussten die Oberzierer am Pfingstdienstag, später am Pfingstmontag, dem heiligen Arnold eine Kerze opfern. Dieser Wachszins wurde erst im 19. Jahrhundert aufgelöst.

## Kirche

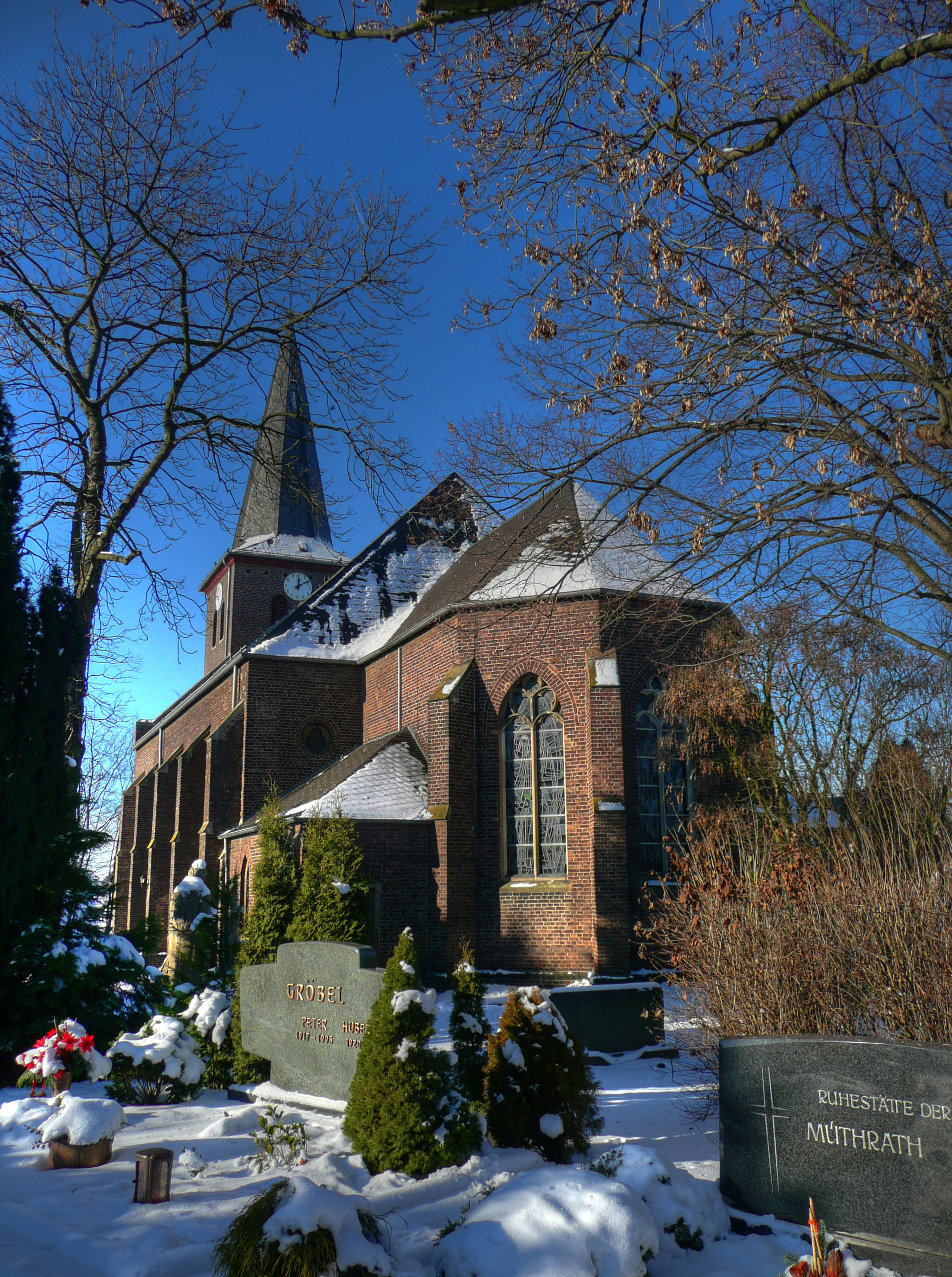
Katholische Pfarrkirche

## Verkehr
Die nächste Anschlussstelle ist „Merzenich“ an der A 4; die nächsten Bahnhöfe sind „Düren“ an der Schnellfahrstrecke Köln–Aachen und „Huchem-Stammeln“ an der Bahnstrecke Jülich–Düren.
Rurtalbus verbindet den Ort durch die AVV-Buslinien 234, 236, 238, SB 35 und SB 38 mit den Nachbarorten sowie mit Düren und Jülich. Bis zum 31. Dezember 2019 wurde der Busverkehr von der Dürener Kreisbahn und vom BVR Busverkehr Rheinland betrieben.
| Linie | Verlauf |
| ----- | --- |
| 234   | (Ellen – Oberzier – Niederzier – Hambach) / (Huchem-Stammeln – Selhausen) – Krauthausen (– Schophoven) – Merken – Inden/Altdorf (– Lucherberg)                        |
| 236   | Düren Kaiserplatz – StadtCenter – Bahnhof/ZOB – Birkesdorf – Huchem-Stammeln – Oberzier – Niederzier – Ellen – Arnoldsweiler – Merzenich Poolplatz – Merzenich Schule |
| 238   | Düren Bf/ZOB – StadtCenter – Arnoldsweiler – Ellen – Oberzier – Niederzier (– Berg) – Hambach – Stetternich – Jülich Bf/ZOB – Jülich Neues Rathaus – Walramplatz      |
| SB35  | Schnellbus: Merzenich Bf – Ellen – Oberzier – Niederzier – Hambach – Forschungszentrum Jülich                                                                         |
| SB38  | Schnellbus: Düren Kaiserplatz – StadtCenter – Bahnhof/ZOB – Arnoldsweiler – Oberzier – Niederzier – Berg – Krauthausen                                                |

## Vereine
Im Ort gibt es die Karnevalsgesellschaft Frohsinn Oberzier 1971 e. V., den Ballspielclub Oberzier 1910 e. V., die Maigesellschaft „Maienlust 1922“ Oberzier e. V., das Jugendtambourcorps Oberzier 1988 e. V., eine Löschgruppe der Freiwilligen Feuerwehr Niederzier, den Sängerbund Oberzier und den Radfahrclub „Morgenstern“ Oberzier. Außerdem sind zwei Tennisvereine in Oberzier gelegen, zum einen der TC Schwarz-Weiß Niederzier und zum anderen der TV Huchem-Stammeln.

## Sonstiges
Westlich des Ortsteiles befindet sich die Umspannanlage Oberzier, die Ausgangspunkt einer geplanten Hochspannungs-Gleichstrom-Verbindungsleitung mit Belgien ist.

## Persönlichkeiten
- Karl Lauterbach (* 1963), deutscher Politiker, in Oberzier aufgewachsen